# 腮耳腎症候群
腮耳肾症候群是一且有高穿透力及多變表現型的遺傳病，突變基因位於第八對染色體的長臂上。
其發生率為1/40000。
遺傳方面，其遺傳方式為一體染色體顯性遺傳，大多皆由新突變造成，此病男女發生機率相等。